# Paraleptoneta spinimana
Espèce
Synonymes
- Leptoneta spinimana Simon, 1885
- Leptoneta spinipalpis Simon, 1907
- Paraleptoneta patrizii Caporiacco, 1950
- Paraleptoneta fagei Roewer, 1953
- Segrea sardiniensis Roewer, 1953
- Paraleptoneta parenzani Dresco, 1954
- Segrea strinatii Denis, 1959
- Paraleptoneta pasquinii Brignoli, 1967

Paraleptoneta spinimana est une espèce d'araignées aranéomorphes de la famille des Leptonetidae.

## Distribution
Cette espèce se rencontre en Algérie, en Italie et en France.

## Description
Le mâle syntype mesure 1,5 mm et la femelle syntype 1,5 mm.
Le mâle décrit par Esnault en 2020 mesure 1,75 mm.
Le mâle  mesure 1,7 mm et les femelles de 1,5 à 2,7 mm.

## Systématique et taxinomie
Cette espèce a été décrite sous le protonyme Leptoneta spinimana par Simon en 1885. Elle est placée dans le genre Paraleptoneta par Fage, 1913.
Paraleptoneta patrizii, Paraleptoneta fagei, Segrea sardiniensis, Paraleptoneta parenzani, Segrea strinatii et Paraleptoneta pasquinii ont été placées en synonymie par Brignoli en 1979.

## Publication originale
- Simon, 1885 : « Arachnides nouveaux d'Algérie. » Bulletin de la Société Zoologique de France, vol. 9, p. 321-327 (texte intégral).